# Okurō Oikawa
En aquest nom japonès, el cognom és Oikawa.
Okurō Oikawa (japonès: 及川奥郎)  (Morioka, 1896 - 1970), va ser un astrònom japonès, conegut per haver descobert diversos asteroides.
L'asteroide (2667) Oikawa va ser anomenat així en el seu honor.

## Asteroides descoberts
Oikawa ha descobert o codescobert vuit asteroides.
1. (1088) Mitaka (17 de novembre de 1927)
2. (1089) Tama (17 de novembre de 1927)
3. (1090) Sumida (20 de febrer de 1928)
4. (1098) Hakone (5 de setembre de 1928)
5. (1139) Atami (1 de desembre de 1929, codescobert amb Kazuo Kubokawa)
6. (1185) Nikko (17 de novembre de 1927)
7. (1266) Tone (23 de gener de 1927)
8. (1584) Fuji (7 de febrer de 1927)